# Chrysopa malayana
Chrysopa malayana is een insect uit de familie van de gaasvliegen (Chrysopidae), die tot de orde netvleugeligen (Neuroptera) behoort. 
Chrysopa malayana is voor het eerst wetenschappelijk beschreven door Esben-Petersen in 1926.